# Green Light (canção de John Legend)
"Green Light" é uma música do cantor americano John Legend, primeiro single do álbum Evolver, de 2008.

## Faixas

### Reino UnidoCD 1
1. "Green Light" - 3:36
2. "Green Light" (Johnny Douglas radio edit) - 4:19